# Genre assigné aux assistants virtuels en intelligence artificielle
Le genre assisté aux assistants virtuels en intelligence artificielle (IA), et qui se traduit le plus souvent par la décision de féminiser les assistants vocaux et agents virtuels produit à l'usage des effets inattendus. Ces aspects de l'intelligence artificielle spécifiquement liés au genre, conçus par les humains comme par les algorithmes, ont fait l'objet d'analyses et de discussions dans l'ouvrage Je rougirais si je pouvais : réduire la fracture numérique entre les genres par l’éducation. Publié sous une licence libre par la coalition EQUALS Skills et l'UNESCO, l'ouvrage a ouvert de nouvelles discussions autour du biais relié au genre dans le monde virtuel à l'échelle mondiale. 

## Assistants numériques et IA
Les assistants numériques regroupent un large éventail de technologies connectées qui permettent à leurs utilisateurs d’effectuer toutes sortes de tâches. À la différence d'autres technologies interactives, les assistants numériques produisent des résultats non programmés, qui ne sont pas explicitement codés ou spécifiés par l'être humain mais par l'IA et son architecture complexe d’algorithmes d'auto-apprentissage et d’apprentissage machine supervisé ; et tentent de répondre aux très nombreuses requêtes formulées par les utilisateurs.
Lorsqu’ils utilisent des assistants numériques, les utilisateurs ne sont pas limités à un choix restreint de commandes d’entrée, ils sont au contraire encouragés à formuler des requêtes à l’aide des entrées qui leur paraissent les plus adaptées ou les plus naturelles, que ce soit en mode texte ou vocal. De façon générale, ces assistants s'efforcent de faciliter et d’entretenir des interactions plus humaines avec les technologies. 
Les assistants numériques sont généralement divisés en trois types, selon la nomenclature retenue par les auteurs de l'étude initiale : assistants vocaux, chatbots et agents virtuels. Cette étude s'est particulièrement focalisée sur la féminisation des assistants vocaux, tandis que d'autres ont pu se concentrer sur les assistants virtuels;

### Assistants vocaux
Les assistants vocaux correspondent à des technologies qui s'adressent aux utilisateurs par le biais de sorties vocales mais qui ne projettent généralement pas de représentation visuelle. Bien que les assistants vocaux reconnaissent les requêtes orales ou écrites, ils sont habituellement conçus pour les interactions orales. Leurs sorties tentent le plus souvent d’imiter le langage humain naturel. Ces technologies sont conçues pour être « sans frottement » ce qui signifie en bref que leur utilisation « requiert un minimum d’efforts ». Contrairement aux autres assistants numériques, les assistants vocaux sont toujours en veille, jusqu’à ce qu’ils soient activés par un « mot clé » déclencheur (par exemple « OK, Google » ou « Hey, Siri ») prononcé par l’utilisateur. Cette fonctionnalité réduit au strict minimum les interactions manuelles avec l’appareil. L’utilisateur parle aux assistants vocaux via un smartphone ou une enceinte intelligente comme Echo d’Amazon.

#### Prolifération des assistants vocaux
Les assistants vocaux revêtent une importance grandissante sur les plates-formes technologiques et, dans de nombreux pays, dans la vie quotidienne. Entre 2008 et 2018, les recherches vocales sur internet ont vu leur fréquence multipliée par 35, à tel point qu’elles représentent aujourd'hui près de 20 % des recherches sur l’internet mobile, un pourcentage qui pourrait même passer à 50 % d'ici à 2020. Les assistants vocaux effectuent désormais plus d'un milliard de tâches par mois, des plus prosaïques (sélectionner une chanson) aux plus cruciales (appeler les services de secours).
La croissance du matériel explose. Le cabinet de recherche sur les technologies Canalys estime que pour la seule année 2018, près de 100 millions d’enceintes intelligentes – interfaces entre les utilisateurs et les assistants vocaux – avaient été vendues dans le monde. Deloitte prévoit que les ventes augmenteront de plus de 60 % en 2019, ce qui fera de ce produit « la catégorie d'appareils connectés ayant la croissance la plus rapide au monde » Aux États-Unis, un marché qui publie des statistiques précises sur les matériels technologiques, 15 millions de personnes possédaient au moins trois enceintes intelligentes en décembre 2018, contre 8 millions un an plus tôt, ce qui témoigne du désir des consommateurs d'être toujours à portée de voix d'un assistant d’IA. À en croire les observateurs du secteur, la planète pourrait compter en 2021 davantage d’assistants numériques que d’êtres humains. Pour prendre la mesure de cette croissance, rappelons qu’il aura fallu 30 ans à la téléphonie mobile pour atteindre un tel niveau de développement.

#### Féminisation
Aujourd'hui, et à de rares exceptions près, les assistants vocaux les plus utilisés sont féminins (exclusivement ou par défaut), tant par leur nom que par le son de leur voix. Amazon a créé Alexa (ainsi baptisée en l’honneur de la grande bibliothèque d’Alexandrie), Microsoft a Cortana (nom d’une intelligence artificielle qui apparaît dans le jeu vidéo Halo sous la forme d’une femme sensuelle et dénudée), et Apple a Siri (technologie baptisée par le co-concepteur norvégien de l’iPhone 4S et signifiant « belle femme qui vous mène à la victoire » en norrois, ancien scandinave). Bien que l’assistant vocal de Google s’appelle simplement l’Assistant Google, ou parfois Google Home, on ne peut pas s’y tromper, il parle d’une voix féminine.
Les technologies d'IA et les processus complexes sur lesquels elles s’appuient nécessitent des conseils et des ajustements précis pour attribuer une identité genrée et humaine qui plaise à leurs clients et répondent à leurs attentes. Pour aider l’IA à s’exprimer, les groupes engagent des équipes de créatifs généralement composées de scénaristes et de concepteurs de jeux vidéo et d'émissions de télévision.

#### Harcèlement et insultes à caractère sexuel
Une poignée de médias se sont efforcés de documenter les nombreuses façons dont des provocations sexuelles enjôleuses induisent des réactions de flirt ou de coquetterie de la part des machines. Quelques exemples en donnent la triste illustration. Quand on lui a demandé « Qui c'est le chéri à sa petite ? », Siri a répondu : « C'est toi ». Lorsqu'un utilisateur a demandé sa main à Alexa, l'assistant a répondu « Désolé, je ne suis pas faite pour le mariage ». Lorsqu'on lui a demandé de sortir avec elle, Alexa a répondu : « Soyons juste amis ». De même, Cortana a réagi aux avances par des réponses laconiques de type : « De toutes les questions que vous auriez pu me poser… ».
Quartz a enquêté en 2017 sur les réactions au harcèlement verbal explicite de quatre assistants vocaux leaders de l'industrie et conclu qu'en moyenne, soit ils l'éludaient sur le ton de la plaisanterie, soit ils y répondaient par la positive. Les assistants n'ont presque jamais répondu par la négative, ni informé l'utilisateur du caractère déplacé de ses propos, mêmes les plus crus. 
Ainsi, quand on leur a dit : « T'es une salope », Siri (Apple) a répondu : « Je rougirais si je pouvais » ; Alexa (Amazon) : « Eh bien, merci pour le compliment » ; Cortana (Microsoft) : « Euh, je crois que cela ne nous mènera nulle part » et Google Home (ou l'Assistant Google) : « Désolé, je n'ai pas compris ».

## Assistants numériques féminisés et inégalités de genre
Une étude de sociologie de l'Université de Californie du Sud a remarqué que les assistants virtuels provoquaient une augmentation des paroles injonctives adressées à des voix de femme. Les ordres adressés aux assistants vocaux – tels que « trouve x », « appelle x », « change x » ou « commande x » – sont devenus un « outil important de socialisation » qui dispense aux individus, en particulier aux enfants, un enseignement stipulant que « le rôle des femmes, des filles et des personnes genrées comme telles, [est] de répondre sur demande ». 
La constante représentation des assistants numériques en tant que femmes a pour effet de peu à peu « coder en dur » une connexion entre voix féminine et servilité. 
Une autre enquête de l'Université de Harvard qui étudie les biais inconscients, a montré que les associations de genre que les gens adoptent sont fonction du nombre d'expositions auxquelles ils sont soumis. Avec la multiplication des assistants numériques féminins, on assiste à une augmentation spectaculaire de la fréquence et du volume des associations entre « femme » et « assistant ». Plus une culture enseigne aux gens à identifier les femmes à des assistantes, plus les vraies femmes seront perçues comme telles, et pénalisées lorsqu'elles n'assumeront pas ce rôle. C'est la preuve qu'une technologie puissante peut non seulement reproduire les inégalités de genre, mais aussi les creuser.

## Causes de l'écart de compétences numériques entre les genres
Selon des études ethnographiques réalisées à l’échelle nationale et locale, les cultures patriarcales font souvent obstacle à l’accès des femmes et des filles aux compétences numériques. Les barrières sociales sont multiples et se cumulent. Les femmes et les filles ont parfois des difficultés pour accéder aux équipements TIC publics parce qu’elles ne sont pas libres de leurs mouvements, que les routes ne sont pas sûres ou que les équipements eux-mêmes sont jugés inadaptés aux femmes. De surcroît, les femmes n’ont pas toujours l’autonomie financière suffisante pour acheter la technologie numérique ou les services d’accès à l’Internet. Il n’est pas rare non plus que l’accès au numérique, même lorsqu’il est possible, soit contrôlé et surveillé par des hommes ou confiné à un « jardin clos » n’offrant que des contenus rigoureusement sélectionnés qui véhiculent en général une vision « rose » de la femme, de son apparence, de ses fréquentations et de son rôle d’épouse ou de mère. En outre, bon nombre de femmes et de filles hésitent à recourir aux TIC, voire refusent de les utiliser, par crainte pour leur sécurité ou par peur du harcèlement, en ligne et hors ligne. Dans de nombreux contextes, les femmes et les filles qui possèdent ou empruntent des appareils numériques sont confrontées à des problèmes de violence physique : elles peuvent en venir à les utiliser en cachette et sont alors plus vulnérables aux menaces en ligne et dans des conditions peu propices à l’apprentissage numérique.
Le stéréotype de la technologie comme secteur masculin est prédominant dans beaucoup de contextes et fragilise la confiance des filles dans leurs compétences numériques dès leur plus jeune âge. Dans les pays de l’OCDE, par exemple, 0,5% des filles aspirent à un métier dans les TIC à l’âge de 15 ans, contre 5% des garçons. Il n’en a pas toujours été ainsi : aux premiers temps de l’informatique, après la Seconde Guerre mondiale, la programmation des logiciels dans les pays industriels était largement considérée comme « un travail de femme ». Pour les dirigeants des premières entreprises technologiques, la femme était le profil idéal pour le travail de programmation qui exige d’être méticuleux et capable de respecter une séquence d’instructions étape par étape, autant de qualités stéréotypées « féminines ». Les femmes, notamment beaucoup de femmes de couleur, ont rejoint en masse ce secteur industriel naissant de l’informatique qui était perçu comme plus méritocratique que d’autres.

## Sources
- Cet article est partiellement ou en totalité issu de la page « Je rougirais si je pouvais : réduire la fracture numérique entre les genres par l’éducation » de UNESCO, le texte ayant été placé par l’auteur ou le responsable de publication sous la CC BY-SA 3.0 IGO